# 布圖魯傑尼鄉
44°22′N 25°50′E / 44.367°N 25.833°E
布圖魯傑尼鄉（羅馬尼亞語：Comuna Buturugeni, Giurgiu），是羅馬尼亞的鄉份，位於該國南部，由久爾久縣負責管轄，面積44平方公里，海拔高度93米，2007年人口3,991，人口密度每平方公里92人。